# Stefan Greif

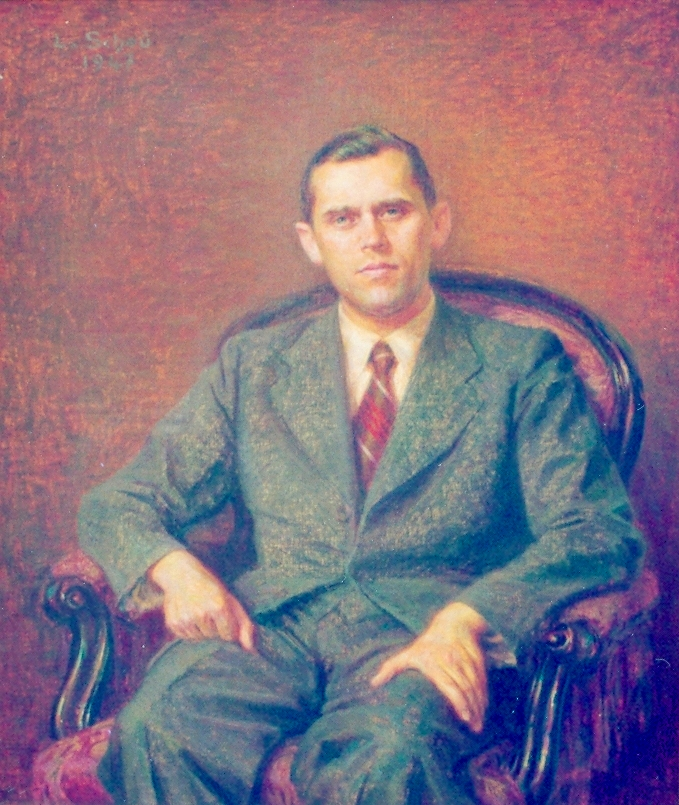
Prof. Stefan Greif, Ölgemälde signiert Prof. Leo Scheu 1947

Stefan Greif (* 12. August 1911 in Graz; † 16. April 2003 ebenda) war ein österreichischer Internist.

## Leben
Als Sohn eines Schneidermeisters legte Greif 1929 am Keplergymnasium in Graz die Reifeprüfung ab und studierte anschließend an der Karl-Franzens-Universität Graz Medizin, wo er 1935 promovierte. Nach der Ausbildung zum Facharzt für innere Medizin in Klagenfurt, Graz und Zürich wurde Greif zum Kriegsdienst eingezogen, wo er beim Reichsarbeitsdienst als Stabsarzt u. a. als Leiter des Lazaretts Nr. 365 in Graz tätig war.
1945 habilitierte er und wurde zum provisorischen Leiter der medizinischen Klinik in Graz und der 2. sowie 3. medizinischen Abteilung des Landeskrankenhaus Graz bestellt. Ab 1946 war er Primarius der 2. medizinischen Abteilung des LKH Graz und wurde gleichzeitig zum Medizinalrat ernannt. 1952 erlangte er den Titel eines a. o. Professor und 1968 den eines o. Professor.
1969 wurde Greif Zentraldirektor des Landeskrankenhaus Graz und wurde somit Wirklicher Hofrat. Neben der Tätigkeit als Universitätslehrer, Primarius und Zentraldirektor war Greif Leiter der allg. Krankenpflegeschule, Leiter der Schule für den medizinischen Fachdienst und Leiter der Lehranstalt für den gehobenen medizinischen Fachdienst. 1973 lehnte Greif ein Berufungsangebot der Universität Kairo ab, hielt dort aber Gastvorlesungen.
Nach seiner Pensionierung 1977 war er Leiter des Departements für Gesundheitswesen der österreichischen Akademie für Führungskräfte.

## Wirken
Fortschritte der Medizintechnik auf diagnostischem und therapeutischem Gebiet und die Einführung dieser Methoden an der 2. Medizinischen Abteilung des LKH Graz während der Leitung von Greif:
1967 Gründung des Kardiopulmonalen Funktionslabors,
1972 Gastroskopie,
1973 Coloskopie,
1974 Intensivstation,
1975 Endoskopisch retrograde Cholangiopankreatikographie,
1977 Endoskopische Papillotomie
In der Ära als Zentraldirektor des LKH Graz wurde u. a. 1970 die neue Chirurgie errichtet.

## Persönliches
1939 heiratete Greif Grete Birkwald, mit der er bis zu ihrem Tode 57 Jahre verheiratet war. Im selben Jahr wurde die gemeinsame Tochter, später selbst Medizinerin, geboren.
Greif widmete sich privat sehr stark dem Thema Architektur des späten Historismus. Zu diesem Zweck erwarb er in Graz u. a. 1951 die Villa Kollmann und 1956 das „Rosenschlößl“. Beide Objekte erfuhren durch ihn eine vollständige Restaurierung mit gleichzeitigem Rückbau in den Originalzustand.

## Mitgliedschaften
- Mitglied der Deutschen Medizinischen Gesellschaft
- Mitglied der Deutschen Gesellschaft für Hämatologie
- Mitglied der Österreichischen Gesellschaft für Hämatologie
- Mitglied der Österreichischen Diabetes Gesellschaft (Gründungsmitglied)
- Mitglied der Österreichischen Gesellschaft für Gastroenterologie und Hepatologie (Gründungsmitglied)
- Mitglied der Österreichischen Internistengesellschaft
- Mitglied des Naturwissenschaftlichen Vereins für Steiermark[1]
- Beirat des Steiermärkischen Ärztevereins
- Beirat der wissenschaftlichen Gesellschaft der Ärzte in der Steiermark
- Ehrensenator der Clinton University von Livonia, Michigan USA
- Aufsichtsrat der Gleichenberger und Johannisbrunnen AG

## Ehrungen
- 1962 Österreichisches Ehrenkreuz für Wissenschaft und Kunst I. Klasse
- 1972 Großes Ehrenzeichen für Verdienste um die Republik Österreich
- 1975 Paracelsus Orden (Höchste Stufe) mit Brillanten
- 1976 Großes Ehrenzeichen des Landes Steiermark
- 1977 Ehrendoktorat der Clinton University von Livonia, Michigan USA
- 1980 Großes Goldenes Ehrenzeichen des Landes Steiermark
- 1991 Großes Goldenes Ehrenzeichen des Landes Steiermark mit dem Stern
- Großes Goldenes Ehrenzeichen der Stadt Graz

## Schriften (Auswahl)
- S. Greif: Die Erkrankungen der Leber. Hollinek, Wien 1956, DNB 451653335
- S. Greif, H. Braun: Taschenbuch der Vergiftungen. Medica, Wien 1965, DNB 451653343
- S. Greif: Therapie innerer Krankheiten. Medica, Wien 1973, DNB 740064509